# Brache
Eine Brache (regional auch Gstettn) ist ein aus wirtschaftlichen, regenerativen oder anderen Gründen ungenutztes Grundstück (Acker oder Wiese). Auch jedes bebaute Grundstück, das sich einmal in menschlicher Nutzung befand (vgl. Kulturlandschaft), welches aber wieder aufgegeben wurde und möglicherweise Spuren hinterlassen hat, kann als brach liegend bezeichnet werden. Diese Spuren, wie beispielsweise Gebäude oder Ruinen, können eine Folgenutzung beeinträchtigen oder gar schwere Umweltschäden darstellen. Speziell wird unterschieden zwischen Kulturbrache (funktionelles Brachliegen aus landbaulichen Gründen) sowie Brachland als aus sonstigen Gründen unbestelltem Land einerseits und unbestellbarem Ödland oder unproduktiver Fläche andererseits.

## Brachflächentypen

### Landwirtschaftliche Brache
In der Landwirtschaft werden einmal kultivierte Flächen aus wirtschaftlichen oder regenerativen Gründen nicht genutzt.

#### Historische Ursprünge
In einem dreijährigen Zyklus werden nacheinander Wintergetreide und Sommergetreide angebaut, danach herrscht ein Jahr Brache, in dem sich der Boden erholen konnte. Da die Wiederbearbeitung des brach liegenden Feldes meist wieder im Juni des Folgejahres geschah, war die alte deutsche Bezeichnung für diesen Monat Brachet oder Brachmond.
Gemäß dem Bericht im Alten Testament der Bibel hatten die Bewohner des alten Israel ihre Felder alle sieben Jahre – im sogenannten „Sabbatjahr“ – brach liegen zu lassen: „Sechs Jahre lang sollst du dein Feld besäen und sechs Jahre lang deinen Weinberg beschneiden und den Ertrag des Landes einsammeln. Aber im siebten Jahr soll das Land seinen Sabbat der Ruhe haben, einen Sabbat für den Herrn, an dem du dein Feld nicht besäen noch deinen Weinberg beschneiden sollst“ (Lev 25,3-4 ).

#### Regenerative Brache (Kulturbrache)
Das System der Brachejahre wird auch heute noch angewandt, vor allem in sogenannten „Ungunstgebieten“, deren ökologische Rahmenbedingungen eine Bodennutzung ohne Regenerationsphasen nicht zulassen, ohne eine Bodenverarmung zu verursachen. Dies sind zum Beispiel weite Teile der Tropen und Subtropen, in denen die Böden nur geringe Nährstoffspeicher aufweisen. Werden diese Regenerationszeiten nicht eingehalten, degradiert der Boden schnell und ist nach wenigen Jahren landwirtschaftlich nicht mehr nutzbar. Je nach vorheriger Nutzung gibt es die Waldbrache oder Gartenbrache.
Als Brache bezeichnet man Feldblöcke die:
Rotationsbrache
kurze Zeit
Dauerbrache
längere Zeit
Grünbrache
mit Bewuchs
ohne Bewuchs
aus dem landwirtschaftlichen Prozess ausgegliedert werden. In Abhängigkeit von der ehemaligen Nutzung werden Dauerbrachen u. a. in Ackerbrache, Grünlandbrache und Weinbergsbrache untergliedert.
Wirkung der Brache:
- Zufuhr von organischer Substanz (Humus),
- Umsetzung von organischer Substanz und Überführung von Nährstoffen in lösliche Form (Mineralisierung),
- Freisetzung von Nährstoffen durch Verwitterung,
- Verbesserung des Bodengefüges (Gare),
- Verringerung des Wildpflanzendrucks (Schröpfschnitt, Schwarzmulch),
- Schonung des Wasserhaushaltes (sog. Trockenbrache).

Brache in der Kulturlandschaft:
- Dient der Offenhaltung der Landschaft,
- Erhaltung des Ackercharakters der Fläche,
- Grundwasserneubildung wird gefördert,
- Nährstoffaustrag wird vermindert,
- Förderung des Lebensraums Acker (Bodenbrüter, Niederwild, Bienenweide, Insekten),
- Verringerung landwirtschaftlicher Überproduktion Flächenstilllegung.

Mulchen der Brache ist ab 15. Juli erlaubt. Dies dient der Verhinderung des Zuwachsens durch Sträucher und Bäume. Um das Aussamen der Unkräuter zu verhindern, wäre der 15. Juni besser geeignet.
Die Sozialbrache ist das Brachfallen landwirtschaftlicher Nutzflächen infolge Nutzungsaufgabe aufgrund von Veränderungen im Sozialgefüge („Strukturwandel“) der ländlichen Bevölkerung. Die Alpine Brache ist eine Sozialbrache und wird als Begriff vor allem in der Deutschschweiz gehandhabt.

### Industrie-, Gewerbe- und Wohnbrache

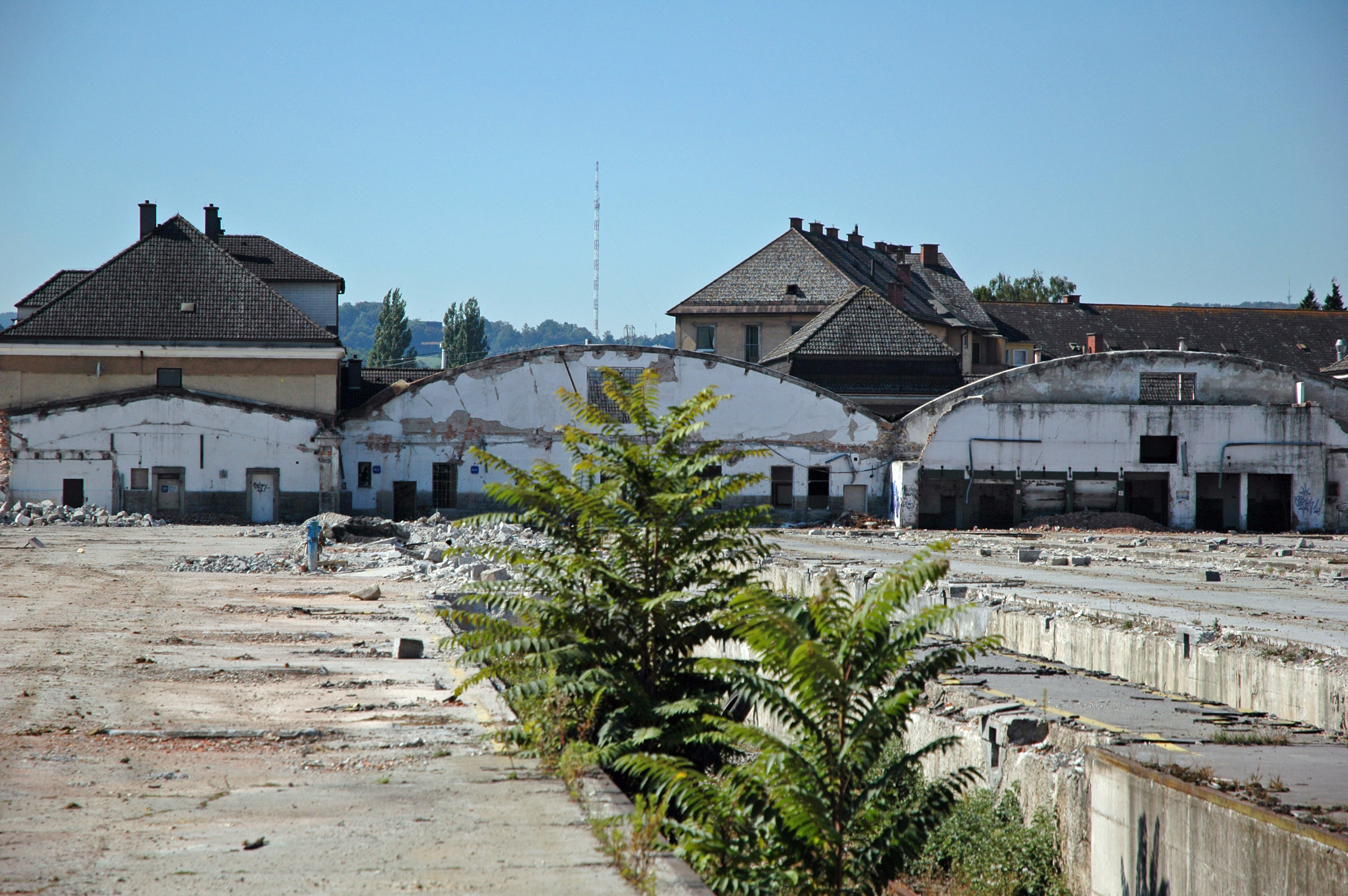
Der ehemalige Frachtenbahnhof in Linz während Abbrucharbeiten

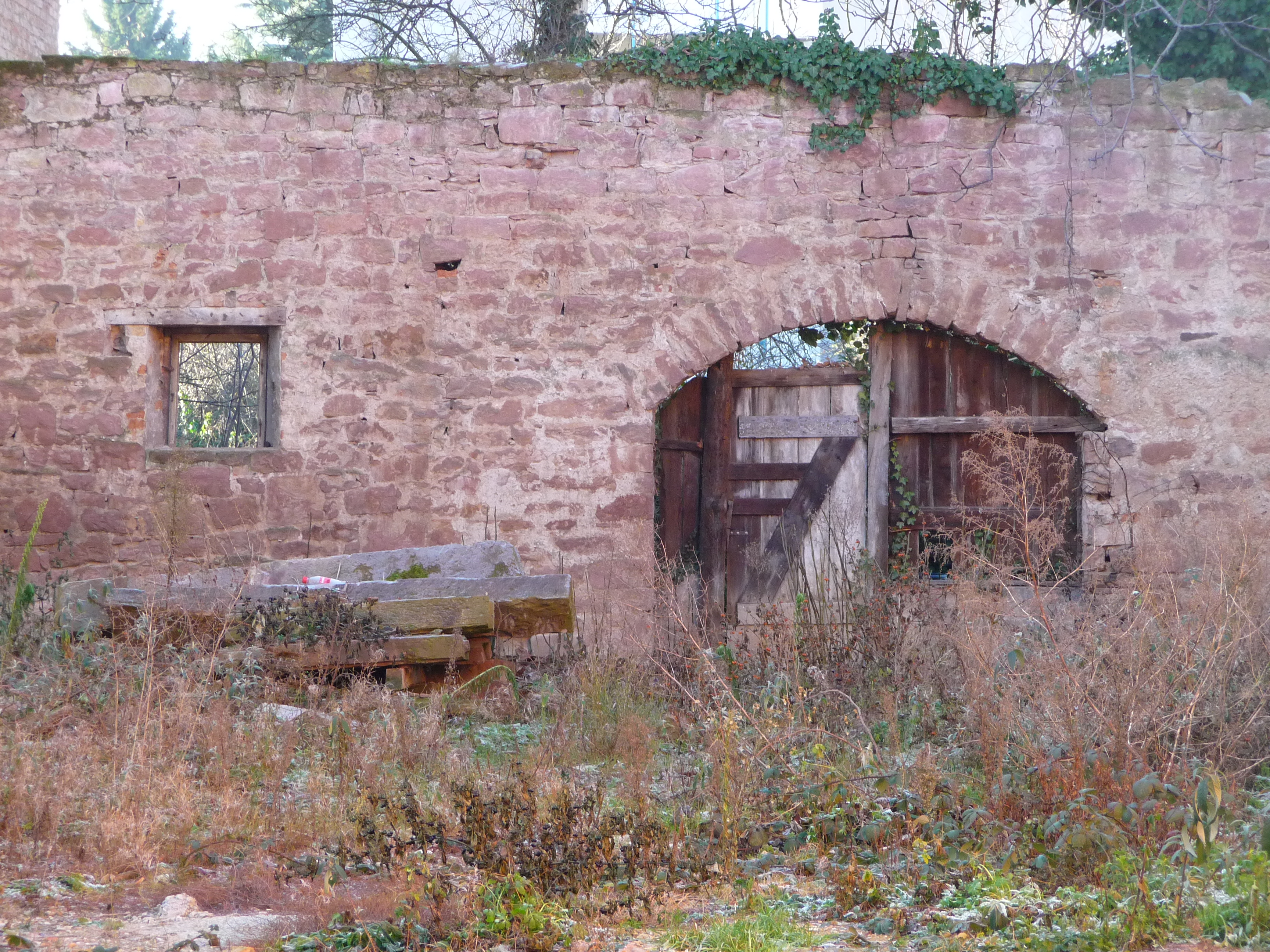
Wohnbrache in Eppelheim

Industriebrache, auch Brownfield genannt, ist eine Brache, die nach der Aufgabe der industriellen Nutzung von Industrieanlagen entsteht. Die Gebäude und Anlagen werden dann dem Verfall preisgegeben und/oder auch rückgebaut (z. B. Industriebrache Krupp in Essen und das ehemalige Ausbesserungswerk Karlsruhe), oftmals vergehen auch nach dem Abbruch der alten Anlage bis zu einer Neubebauung mehrere Jahre. Einer Umnutzung oder Revitalisierung steht häufig eine Schadstoffbelastung der Böden und Anlagen durch Altlasten entgegen, die oft erst nach aufwendiger und kostenintensiver Sanierung möglich ist (z. B. Zeche Zollverein in Essen). In Deutschland wurde der Bestand an Brachflächen Anfang 2022 auf über 150.000 Hektar geschätzt. Die Wiedereingliederung von Industriebrachen in den Wirtschaftskreislauf wird als Flächenrecycling bezeichnet.
Wohnbrache
Hier können zwei Arten unterschieden werden. Häufig sind dies einzelne Grundstücke, deren frühere Bebauung abgebrochen wurde, deren Neubebauung aber wegen juristischer Auseinandersetzungen oder Gründen der Immobilienspekulation unterbleibt.
Seltener anzutreffen sind dagegen Brachen, die aus ehemaligen Wohngebieten entstehen, ähnlich Geisterstädten oder Wüstungen. Sie finden sich meist in Regionen, die von einer starken Abwanderung, etwa durch das Ende von ehemals dort betriebenen Industrien, betroffen sind.
Je nach vorheriger Nutzung gibt es die:
- Abriss-, Zerfalls- oder Trümmerbrachen
- Wohnbrachen
- Zechenbrachen
- Bodenabbaubrachen
- Deponiebrachen
- Bahnbrachen
- Straßenbrachen
- Militärbrachen

## Vegetationsentwicklung
An vegetationsfähigen Standorten setzt nach der Aufgabe der Nutzung eine Vegetationsentwicklung (Sukzession) ein. Auf offenem Boden beginnt die Vegetationsentwicklung stark vereinfacht mit einer Annuellenflur im ersten Jahr der Brache und führt über staudige Bestände und Hochstaudenflur (Ruderalvegetation) in den Folgejahren bis zu Verbuschungen, die schließlich in Wald übergehen. Diese Entwicklung kann je nach Ausgangsvegetation und anthropogener Veränderung sowie der Produktivität des Standortes, dem Sameneintrag von benachbarten Flächen und durch Tiere und dem Lokalklima sehr unterschiedlich und auch verschieden schnell verlaufen. Die folgenden Bilder stellen Phasen in der Vegetationsentwicklung auf Brachen dar.

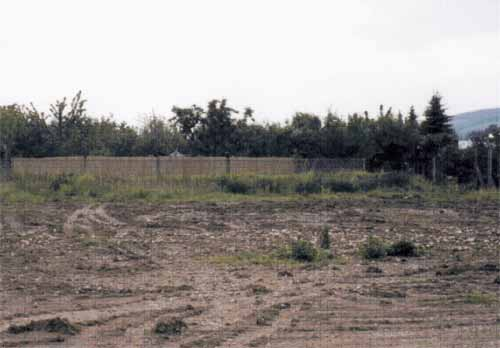
Brache im ersten Jahr
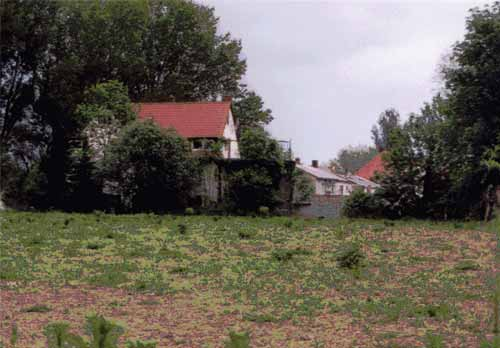
zweiten Jahr
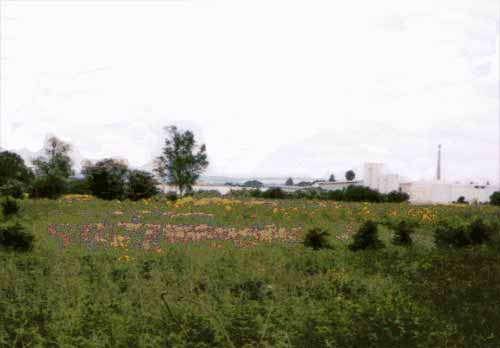
3.–4. Jahr
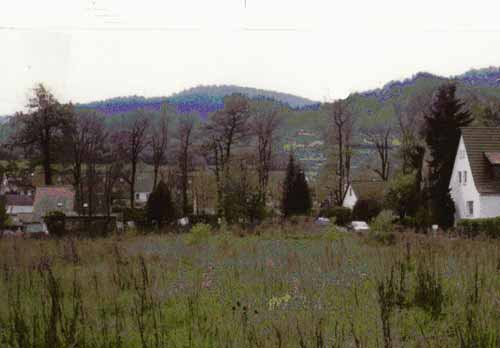
5.–6. Jahr
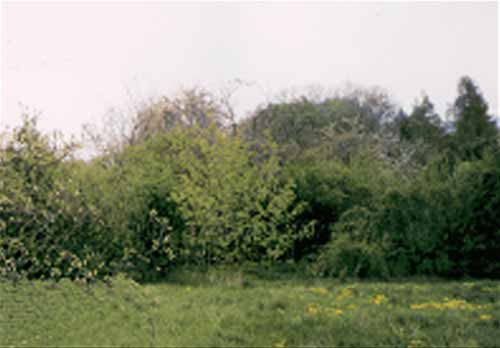
7.–8. Jahr
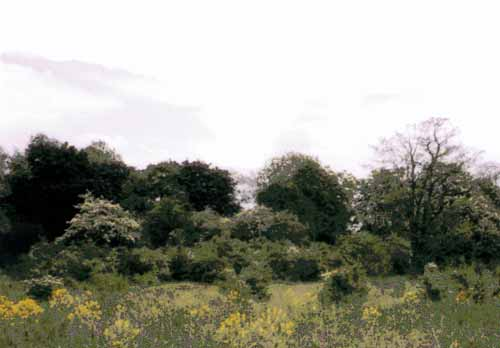
9.–10. Jahr